# Dirhinus garouae
Dirhinus garouae is een vliesvleugelig insect uit de familie bronswespen (Chalcididae). De wetenschappelijke naam is voor het eerst geldig gepubliceerd in 1956 door Risbec.